# 宜水
宜水，是中国湖南省常寧市的一条河流，汇入湘江，属于湘江水系。河长86千米，流域面积1056平方千米，多年平均流量28立方米每秒。自然落差1491米。水能理论蕴藏量3万千瓦。